# Himalopsyche lanceolata
Himalopsyche lanceolata är en nattsländeart som först beskrevs av Morton 1900.  Himalopsyche lanceolata ingår i släktet Himalopsyche och familjen rovnattsländor. Inga underarter finns listade i Catalogue of Life.